# Kiel (Antwerpen)
Het Kiel is een wijk in het district Antwerpen van de gelijknamige stad Antwerpen, net ten zuiden van de R1 (Antwerpse Ring) die het Antwerpse stadscentrum omcirkelt. Er wonen op het Kiel zo'n 20.000 inwoners. De wijk is bekend om haar hoogbouw zoals de Wooneenheid Kiel die ontworpen werd door architect Renaat Braem, maar ook om haar voetbalclub Beerschot.
De buurt wordt gekenmerkt door haar volkse en multiculturele karakter. Naast sociale woningen zijn op het Kiel ook een residentiële villawijk en 19e-eeuwse herenhuizen te vinden. Eeuwen was dit een groen gebied, maar de Olympische Spelen in 1920 en de Wereldtentoonstelling van 1930 brachten daar verandering in. Van die twee evenementen blijft nog weinig over, behalve dan een reeks straatnamen die naar sporten verwijzen.
Het Kiel heeft als postnummer 2020. Regelmatig wordt er ook met dat cijfer naar de wijk verwezen, alhoewel ook het gebied van het Nachtegalenpark (met onder andere het beeldenpark Middelheim) onder dezelfde postzone Antwerpen 2 (met postnummer 2020) valt.

## Geschiedenis
Gedurende enkele eeuwen werd het gebied bewoond door de Friezen en later door de Franken. Het waren zij die de plek Kyle en Bernescot noemden. Hiervan komen de wijknamen Kiel en Beerschot. In 1161 werd voor de eerste keer in een akte van de graaf de benaming "Terra de Bernescot" vermeld.
Het gebied was eeuwenlang als zelfstandige heerlijkheid (met eigen schepenbank en vierschaar) in 1246 opgericht en eigendom van de in 1124 gestichte Antwerpse Sint-Michielsabdij voor het door hen in 1540 aan het Antwerpse stadsbestuur werd doorverkocht.
De heerlijkheid Kiel werd in de middeleeuwen door de Norbertijnen (alias premonstratenzers of witheren) van de Sint-Michielsabdij (sinds 1124) in 1246 opgericht en liep vanaf de huidige Sint-Jansvliet (toen als Kyle de grens met de stad Antwerpen vormend) langs de Schelde tot den Beerschot (Bernescot) waar het aan Hoboken en Wilrijk grensde. De oostgrens van de heerlijkheid werd door de huidige Lange Elzenstraat en het zuidelijke verlengde ervan de Kruishofstraat gevormd. Enkele eeuwen later in de middeleeuwen werd rond 1295-1314 het noordelijke deel van de heerlijkheid Kiel (met de huidige Sint-Andriesparochie) aan de zich uitbreidende stad Antwerpen verkocht. De heer van het Kiel, de abt van de Sint-Michielsabdij, bleef zijn heerlijkheid nochtans vanuit de vanaf nu Antwerpse Kloosterstraat besturen tot het Prelaatshof in de huidige Wittestraat het nieuwe bestuurscentrum werd. Nog later in de Spaanse tijd verloor Kiel na 1567 ook de gronden van het onder Alva gebouwde Zuidkasteel.
Aan het begin van de zestiende eeuw was er ontevredenheid over het beleid van de premonstratenserabt van de Sint-Michielsabdij, zoals de recente verkoop van het Kiel aan de Kartuizers van de Sint-Rochusstraat, zodat een deel van de Norbertijnen besloot de abdij te verlaten, zich sterker op de Augustijnse kern van de premonstratense regel en de parochiezorg te richten en in 1511 het augustijnse Sint-Andriesklooster oprichtte om van hieruit de Sint-Michielsabdij te beconcurreren. In 1522 besloten deze augustijnen de nieuwe leer van hun broeder Maarten Luther over te nemen en deze leer van het lutheranisme ook op het Kiel te verbreiden. Landvoogdes Margaretha van Oostenrijk die hen eerst gesteund had, was hier niet mee opgezet en als straf werden de augustijnen uit Antwerpen verbannen, twee ervan (Hendrik Voes en Jan van Essen) die hardnekkig bleven vasthouden aan de protestantse leer van Luther in 1523 in Brussel als ketters verbrand en hun klooster vernietigd. De pas gebouwde Sint-Andrieskerk die ter wille van Margaretha van Oostenrijk en in herinnering aan de Bourgondische tijd naar de patroonheilige van het hertogdom Bourgondië was genoemd mocht evenwel als parochiekerk blijven staan.
De grenzen van deze heerlijkheid waren o.a. in het zuiden de huidige Hendriklei, Julius De Geyterstraat en Edward Keurvelsstraat en in het oosten de Kruishofstraat en Lange Elzenstraat. Bij de aanleg van de Tentoonstellingswijk (na 1930) werd het zuidelijk deel 'extra muros' van de Lange Elzenstraat afgebroken. In het noorden grensde het Kiel samen met de Sint-Michielsabdij tot aan de Sint-Jansvliet, later rond 1295 schoof de grens terug tot tegen het verdwenen Zuidkasteel (Citadel van Antwerpen) en tegenwoordig wordt de R1 (Antwerpse Ring) als de Kielse noordgrens gezien. Naar het westen vormt de Schelde en de polders nog steeds de grens.
Het Kiel zelf bestond uit een Hoog- en een Laag-Kiel waarvan het laatste ter hoogte lag van de huidige spaghettiknoop waar de A112 (Jan de Voslei - Amerikalei) de R1 (Antwerpse Ring) kruist (dit is dus niet de Kielpolder). Dit deel werd later ook de vesten genoemd, verwijzend naar de overblijvende putten water die zich tegen de vestingen bevonden. Dit gedeelte van het Kiel werd al bij de afbraak van het Zuidkasteel tijdens de aanleg van de Antwerpse vestingswerken (na 1862) door Brialmont afgebroken.
Tijdens de Reformatie van de 16e eeuw werden op het Kiel hagenpreken gehouden door de lutheranen. De calvinisten hielden deze eerder te Berchem en Deurne.
In 1874 worden er enkele straten aangelegd op het Kiel: de Abdijstraat en kort daarop de Berendrechtstraat, de Zandvlietstraat en de Wittestraat. Het is de kern van wat nu het Oud-Kiel wordt genoemd. Deze namen verwijzen naar de Sint-Michielsabdij (vandaar Abdijstraat): de abt van deze Norbertijnerabdij (Premonstratenzers of Witheren, vandaar Wittestraat) was, naast heer van de heerlijkheid Kiel, ook heer van Berendrecht en Zandvliet.
In 1920 organiseert Antwerpen als eerste -en tot op heden enige Belgische stad- de Olympische Spelen. Daarvoor wordt het Olympisch Stadion gebouwd. Veel straatnamen rond het (huidige) Beerschotstadion verwijzen daardoor nog naar sporten. Heel deze wijk staat bekend onder de omschrijving ‘de sportstraten’.
Begin 20ste eeuw onderging ook het Kielse uitgangsleven de algemene evolutie van dansgelegenheden naar cinema's. Deze gelegenheden bevonden zich voornamelijk in de Abdijstraat en op de Sint-Bernardsesteenweg. De laatste overlevende Kielse bioscopen waren Cinema Centra (1938-1971), Cinema Nova (1929-1970) en Cinema Modern (1963-1970). Deze laatste was voordien gekend als Micro (1938-1970) en Conscience (1920-1938).
In 1930 wordt de wereldtentoonstelling op het Kiel gehouden. De Christus Koningkerk aan de Jan De Voslei wordt gebouwd en er ontstaat een heel nieuwe wijk. De Tentoonstellingswijk blijft ook vandaag een residentieel stukje Kiel. 
Nog zo'n Kielse blikvanger zijn de sociale woningcomplexen. In de jaren twintig en dertig van de twintigste eeuw werden de woonkazernes aan de Jan Davidlei en omgeving gebouwd. Deze flats werden recentelijk gerenoveerd. Het bekendst zijn waarschijnlijk de blokken van wooneenheid Kiel van architect Renaat Braem aan de Emiel Vloorsstraat, ook wel ‘de potenblokken’ genaamd wegens gebouwd op pijlers (1953). De sociale woonwijk Jan De Voslei is van Jos Smolderen en de Silvertoptorens in het meest noordelijke puntje van het huidige Kiel (1970-1974) is van Jul De Roover een leerling van Braem.
Aan de Sint-Bernardsesteenweg tegenover de Sint-Katelijnekerk lag tot juni 1936 het Kielkerkhof. Na de sluiting werden de bijbehorende graven verhuisd naar het Schoonselhof. Het toegangsgebouw verdween en in 1953 werden de gronden opnieuw geopend voor het publiek als het Kielpark met speeltuin, weiden en de sportterreinen .

## Vernieuwing (2000-2020)
De wijk onderging een volledige vernieuwingskuur:
- Het imposante gebouw "den TIR" (oorspronkelijk een 19de-eeuwse schietstand van de burgerwacht) werd in 1999 verkocht aan een projectontwikkelaar, en na renovatie in 2006 heropend als modern winkelcentrum (architect Arno Meijs).
- Voor de aangrenzende winkelstraat "De Abdijstraat" schreef de stad in 2003 een prijsvraag uit voor de renovatie.
- Een aantal van de oude sociale huurgebouwen uit de jaren 1920 kregen een "facelift".
- Renovatie Silvertoptorens (2004-2015): De 3 Silvertoptorens, in gebruik genomen in de eerste helft van de jaren 70, voldeden niet meer aan de huidige comforts- en veiligheidseisen. Daarom werden de 3 woontorens beurtelings ontruimd (een gigantische verhuisbeweging) en ontmanteld tot op het skelet. Na verbouwing kwamen er nieuwe, ruime flats die volledig aan de huidige normen voldoen.
- ‘t Nieuw Kiel: tussen de F. Hensstraat en de Schijfstraat werd in 2007-2008 een nieuw stukje wijk gebouwd met 4 appartementen in loft-stijl en 16 nieuwbouwwoningen.[2]
- Ook wordt het Kielpark heraangelegd. Het project is in 2009 voltooid.
- Albert Heijn opende in 2013 een filiaal op het Kiel, dat in 2018 opnieuw werd gesloten wegens de fusie tussen Ahold & Delhaize.
- In september 2013 gaat er in de voormalige jeugdherberg aan De Vest een nieuwe kleuter- en basisschool van start.
- Vanaf 2020 worden de drie hoogbouw torens in het Kielpark één voor één gesloopt en wederopgebouwd volgens dezelfde esthetiek, maar wel rekening houdend met de hedendaagse normen voor sociale woningbouw. Het oorspronkelijke plan was om de bestaande torens grondig te renoveren, maar al snel werd duidelijk dat de stabiliteit van de oude betonstructuur niet meer voldeed en het budgettair interessanter werd om voor wederopbouw te kiezen in plaats van dure structurele betonherstellingen. De sloop van Toren 1 wordt in de tweede helft van 2021 voltooid, de oplevering van nieuwbouw Toren 1 wordt in 2023 gepland.

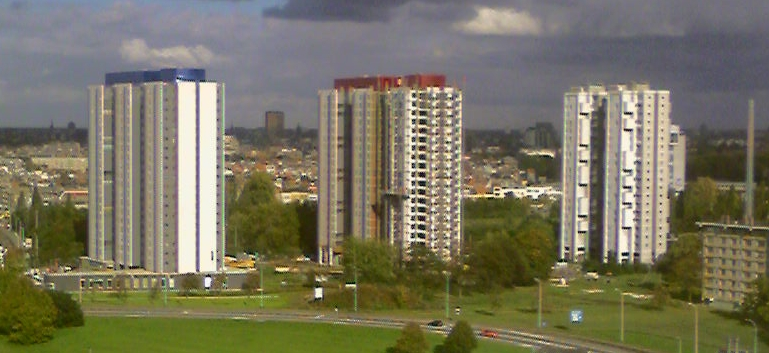
Silvertoptorens
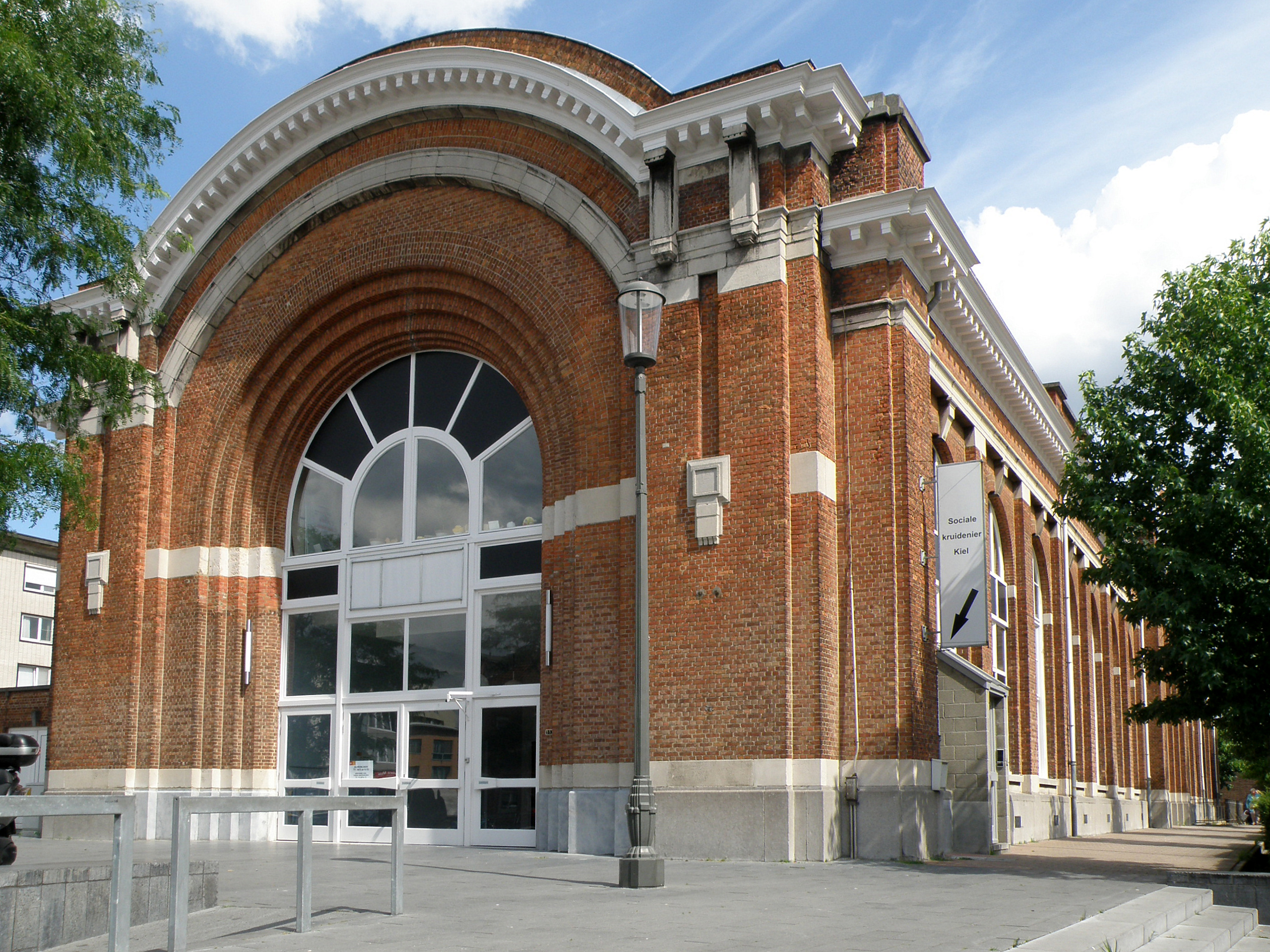
Stadsfeestzaal Kiel
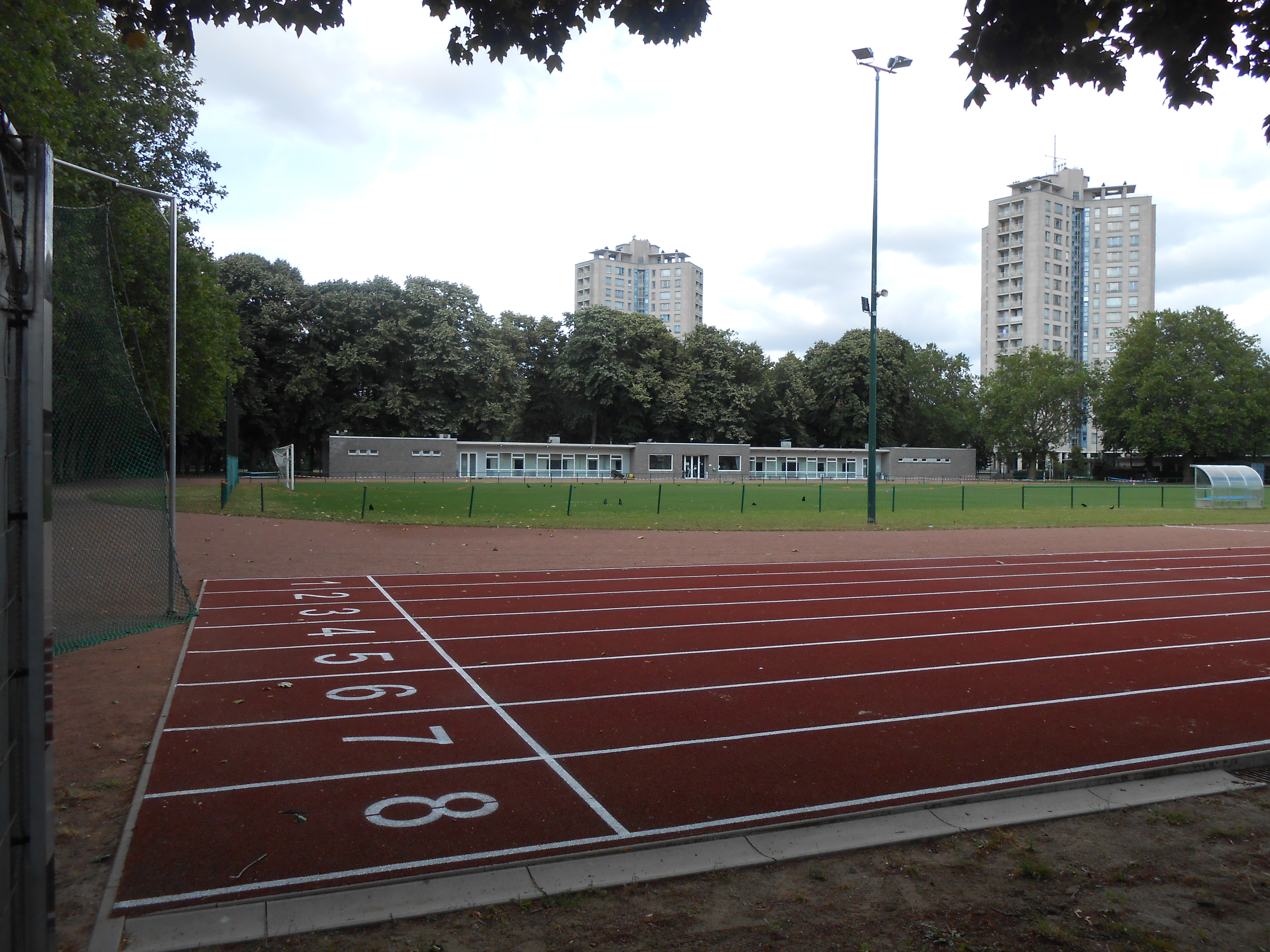
Kielpark sportvelden
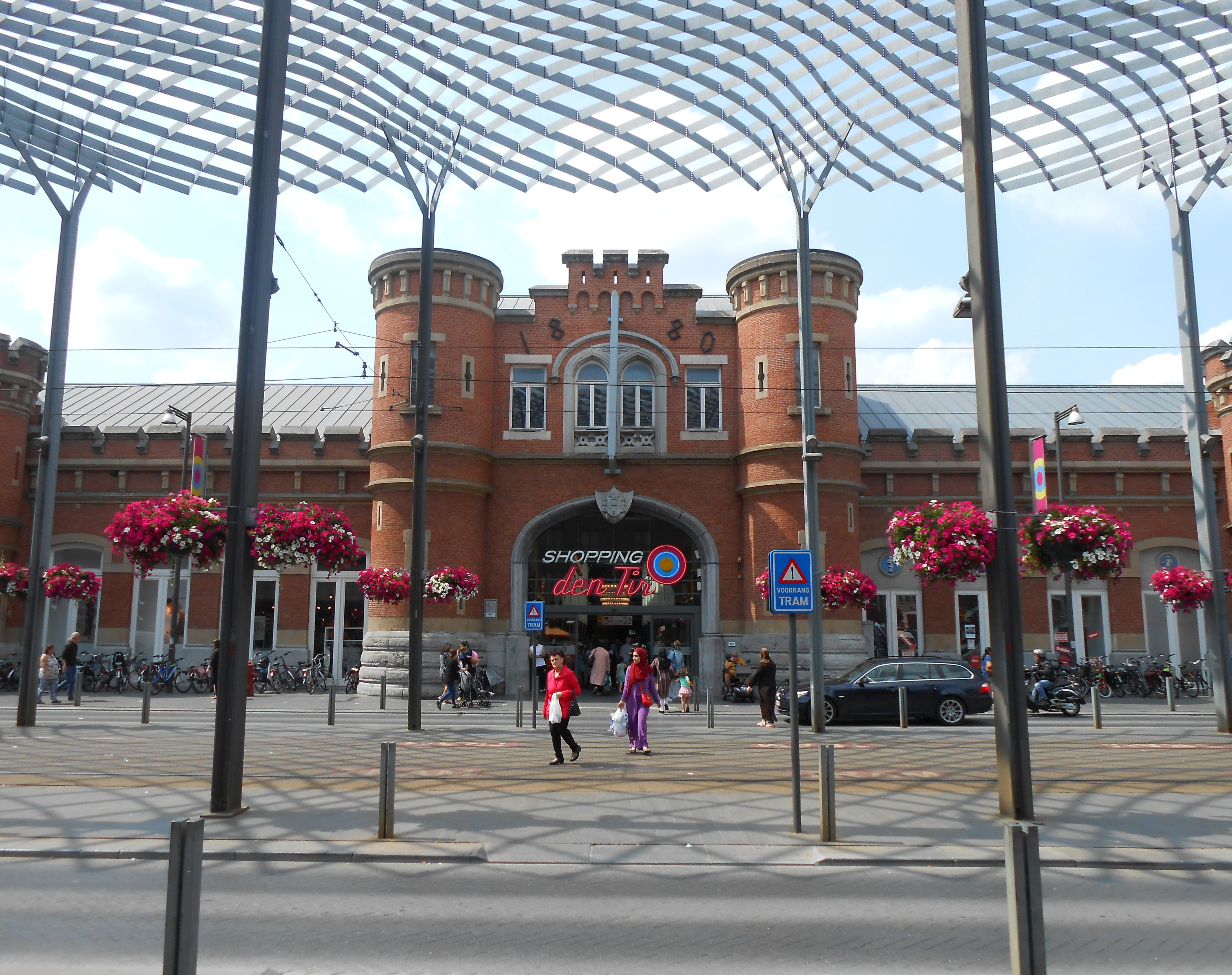
den Tir: hoofdingang
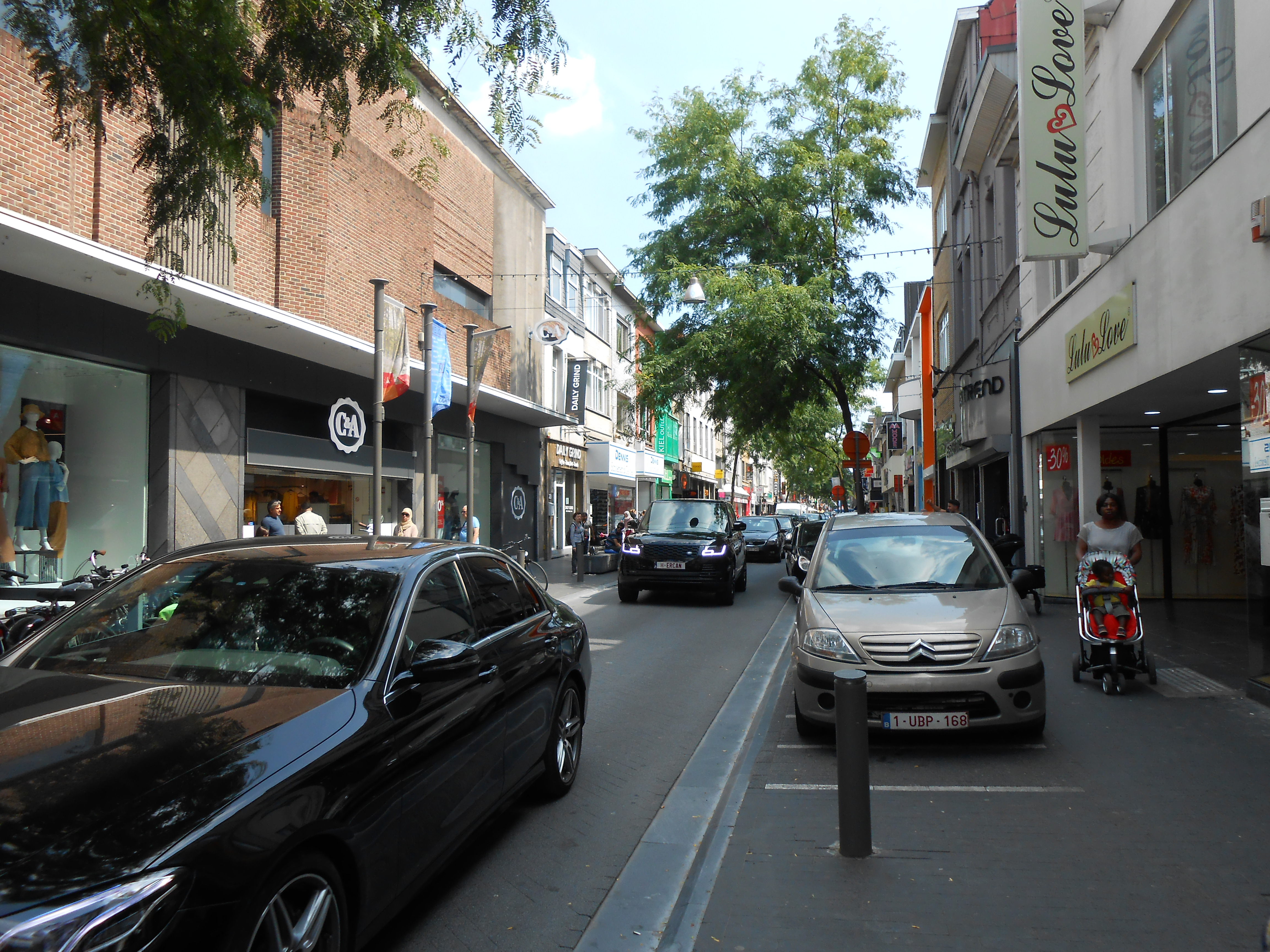
Abdijstraat (winkelstraat)
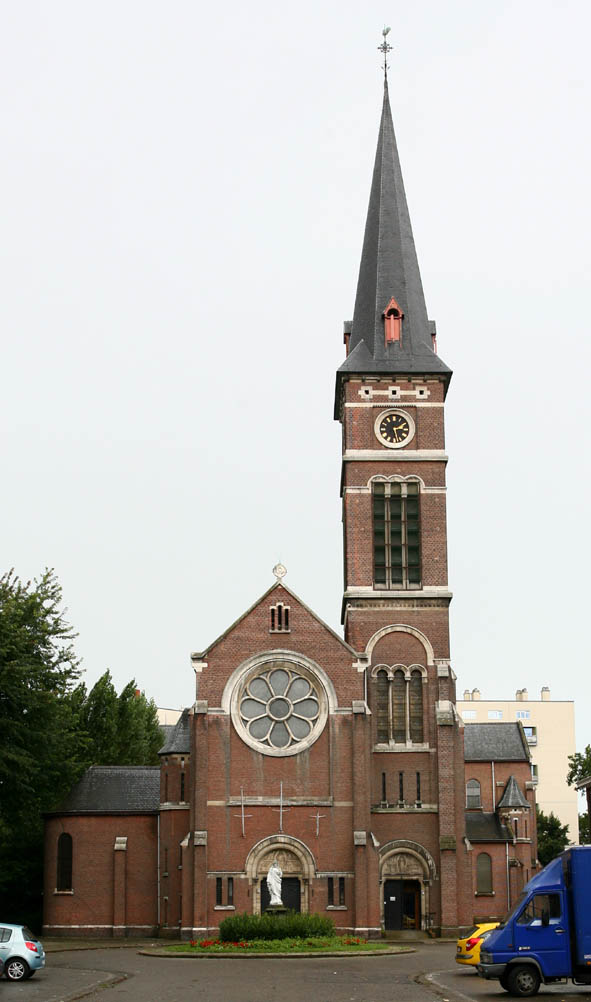
Sint-Katelijnekerk

## Vervoer
Het Kiel heeft twee spoorwegstations waaronder station Antwerpen Kiel (enkel voor goederen) en station Antwerpen-Zuid op de grens met de wijk het Zuid-Brederode.
Via tram 2, tram 4, tram 6 en tram 10 is de wijk zowel met de kernstad als met het district Hoboken verbonden.

## Geboren/Opgegroeid op het Kiel
- Gene Bervoets, tv-figuur
- Juan Lozano (voetballer), voetballer
- Michel Bartosik, dichter
- Hubert Lampo, schrijver
- Saïd Boumazoughe, acteur
- Lia Lee, actrice, zangeres
- Axl Peleman, zanger
- Jos Dom, acteur, regisseur
- Robert Voorhamme, sp.a politicus